# Huaminglou (köpinghuvudort i Kina, Hunan Sheng, lat 28,05, long 112,61)
Huaminglou (kinesiska: 花明楼, 花明楼镇) är en köpinghuvudort i Kina. Den ligger i provinsen Hunan, i den södra delen av landet, omkring 39 kilometer sydväst om provinshuvudstaden Changsha. Antalet invånare är 38 618. Befolkningen består av 19 515 kvinnor och 19 103 män. Barn under 15 år utgör 16,0 %, vuxna 15-64 år 69 %, och äldre över 65 år 13,0 %.
Runt Huaminglou är det tätbefolkat, med 411 invånare per kvadratkilometer. Närmaste större samhälle är Shaoshan, 17,9 km sydväst om Huaminglou. Trakten runt Huaminglou består till största delen av jordbruksmark.
Genomsnittlig årsnederbörd är 1 710 millimeter. Den regnigaste månaden är maj, med i genomsnitt 305 mm nederbörd, och den torraste är oktober, med 46 mm nederbörd.